# Soyuz TMA-08M
Soyuz TMA-08M foi uma missão espacial à Estação Espacial Internacional e a 117ª missão de uma nave russa Soyuz. A nave levou à ISS três astronautas para participarem das Expedições 35 e 36 na estação e foi lançada do Cosmódromo de Baikonur em 28 de março de 2013. Ela permaneceu acoplada à estação por 166 dias para servir como veículo de escape em caso de emergência.
A Soyuz utilizou pela primeira vez um novo plano de voo de seis horas entre o lançamento e a acoplagem, desenvolvido pela Agência Espacial Russa – "voo expresso" – testado previamente em dois veículos não-tripulados, ao invés dos tradicionais dois dias de voo até a estação, tornando possível à tripulação deixar no solo grande quantidade de equipamento e passar menos tempo no limitado ambiente da nave, aportando na ISS em muito menos tempo do que no típico "voo-transatlântico" anterior.

## Tripulação
| Posição             | Cosmo/Astronauta    |
| ------------------- | ------------------- |
| Comandante          | Pavel Vinogradov    |
| Engenheiro de voo 1 | Aleksandr Misurkin  |
| Engenheiro de voo 2 | Christopher Cassidy |

## Parâmetros da Missão
- Massa: 7.200 kg
- Perigeu: 409 km
- Apogeu: 421 km
- Inclinação: 51,60°
- Período orbital: 92,80 minutos

## Lançamento e acoplagem
O rolamento por via férrea do foguete Soyuz-FG com a cápsula em seu topo ocorreu em 26 de março. Após ser colocado na vertical na plataforma de lançamento, teve início a contagem regressiva para o lançamento em 28 de março. Os últimos itens da carga, incluindo alguns experimentos com tempo crítico de validade para o segmento russo da estação espacial foram embarcados na nave.
Ela foi lançada da plataforma na área de lançamento 1/5 no Cosmódromo de Baikonur às 20:43 GMT. Todos os estágios funcionaram normalmente e menos de nove minutos depois a tripulação foi inserida em órbita.
Logo após a entrada em órbita, os procedimentos para o voo até a ISS foram tomados. Na primeira órbita, a espaçonave fez duas queimas de motores pré-programadas. Durante a segunda órbita, os parâmetros orbitais do momento forma enviados ao controle de terra e com estes parâmetros estabelecidos a nave realizou oito pequenas queimas de motores num total de cinco horas, ajustando sua órbita à estação e aproximando-se dela.
A acoplagem com o módulo Poisk se deu ao final de apenas quatro órbitas completas, seis horas após o lançamento. A acoplagem se deu às 02.28 GMT de 29 de março. O voo estabeleceu um novo recorde pata tempo de voo tripulado até a Estação Espacial Internacional. Os voos anteriores duravam dois dias.
Após a abertura das escotilhas, a tripulação recebeu as boas-vindas dadas pelos três outros integrantes da Expedição 35 já na estação, o comandante Chris Hadfield e os engenheiros de voo Thomas Marshburn e Roman Romanenko. Todos os seis membros da expedição iniciada participaram de uma cerimônia com membros de suas famílias e técnicos da missão, reunidos no centro de controle de missão da AER em Moscou.

## Aterrissagem
Depois de quase seis meses em órbita, a TMA-08M desacoplou-se do módulo Poisk às 23:37 UTC de 10 de setembro, iniciando seu retorno à atmosfera terrestre. A aterrissagem dos três tripulantes aconteceu às 02:58 UTC do dia 11 de setembro de 2013 - 08:58 hora local - com a nave pousando nas estepes do Cazaquistão, próximo à cidade de Dzhezkazgan.

## Galeria

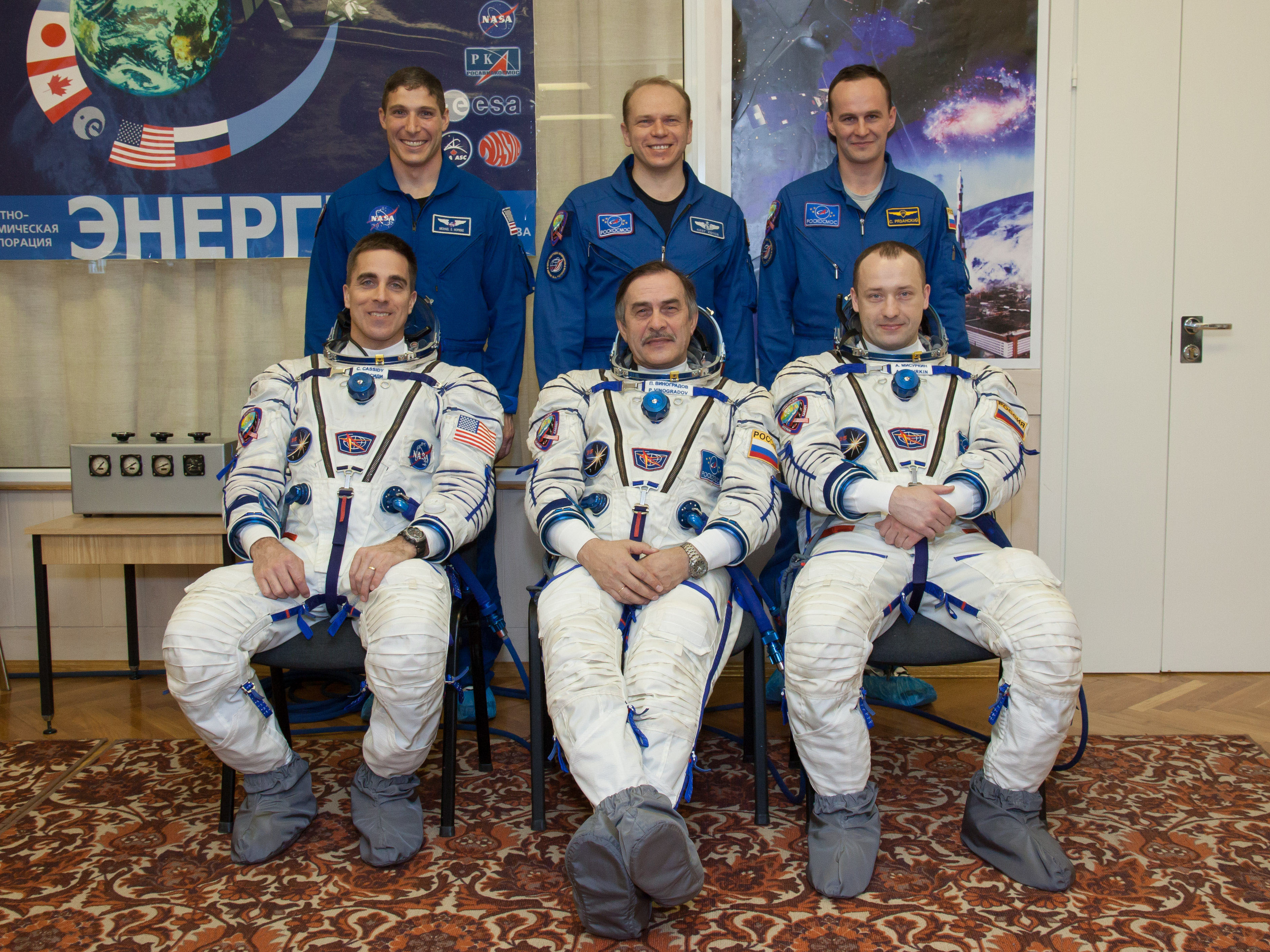
A tripulação junto com a tripulação reserva.
- Vídeo do lançamento no Cosmódromo de Baikonur.
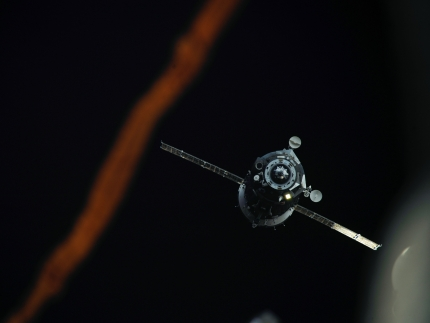
A nave desacopla da ISS encerrando a Expedição 36.
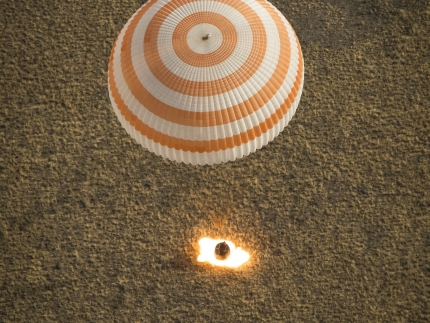
O momento do pouso no Casaquistão.